# 水屬性的魔法師
《水屬性的魔法師》是日本作家久寶忠所著的輕小說系列，2020年4月起於成為小說家吧上連載；2021年3月起發行書籍版，由、與擔綱插畫，至今出版共8卷。改編漫畫由2021年9月起在漫畫網站「comic CORONA」（comicコロナ）連載。故事講述日本大學生三原涼轉生至異世界，由此展開修行和冒險所延伸的經歷。
本作在下一部人氣輕小說大賞2021中綜合排名第10位。

## 角色列表

### 奈特莉王國
三原涼（聲：村瀨步）
主角。原本是日本出身的大學生，大學時代在歷史系主修西洋史。喜歡搞笑藝人。地球所在的7770777世界線上去世，發生了跨越世界線轉生或是穿越的狀況，在19歲又364天時轉生到異世界「法伊」。水屬性魔法師，持有的性質是水屬性，獲得的隱藏特性是「不老」。米迦勒（暫名）應涼的要求，在隆德森林之中為他製作了可以防止魔物入侵的家，涼由此開始異世界生活。
雖然有註冊冒險者，不過因為沒有努力接委託，等級不怎麼提昇，可是實力可算是最高級的A級，被公會長休說是等級詐欺。有時候會跟其他冒險者組隊，尤其常跟同期冒險者小隊「十號室」組隊，被人稱為「十號室第四人」。
魔法與劍術雙修，後來還迷上鍊金術，希望可以創造出自主行動的魔像。
王國解放戰後，因功被封為首席公爵的「隆德公爵」，領地為隆德次大陸（含隆德森林），在王都也被賜與貴族宅邸。此後各地吟遊詩人傳唱《隆德公爵之歌》，開始被人稱為「白銀公爵」、「冰瀑」。
- 水田管理魔像

在隆德公爵領的涼的家旁邊，幫忙照顧水稻田的魔像群。
瑟拉（聲：本渡楓）
女主角。風屬性的魔法師劍士。非常喜歡讀書，是一隻大書蟲，甚至在暗地裡被稱為「北圖書館館主」。冒險者小隊「風」的唯一成員，唯一住在盧恩城的艾爾芙（算是半妖精），被稱為「風之瑟拉」。約200歲，有著大大的綠色眼睛、白金髮，170公分左右的身高、出眾的身材，尖尖的耳朵。身負超絕的劍技，當穿上獨創的近距離戰鬥強化風魔法〈風裝〉時，在近距離戰鬥中幾乎無人能敵，甚至超過了涼。掌握了相當多艾爾芙流的鍊金術的技能，還能和精靈對話。在西之森防衛戰中表現活躍而出名。喜歡涼。
阿貝爾／阿爾伯特·貝斯福德·奈特莉（聲：浦和希）
第二主角。天才劍士，26歲，冒險者小隊「赤紅劍」隊長。承接揭發走私的委託而潛入走私船，結果遭遇了暴風雨，甚至被庫拉肯襲擊，最後被沖上了隆德次大陸，而被涼救了，此後跟涼解下不解之緣。
實際上是奈特莉王國第二王子，當王弟私通德布希帝國佔領王都自立為王後，為了與之對抗，在盧恩城詔告天下為王，被稱為「阿貝爾王」，以此號召國內貴族與各方人士的協助。王國解放戰時，以半個王國的聯軍，加上涼的幫助下逼退帝國，光復整個王國。戰後，在病重的國王同意下，正式繼位為奈特莉國王，被稱為「阿貝爾一世」。與麗希婭結婚成為夫婦。
麗希婭（聲：石原夏織）
冒險者小隊「赤紅劍」神官。約23歲，原聖女。能熟練使用絕對防禦的高級神官。雖然有著像神官一樣溫柔的性格，但對阿貝爾的事情總是表現出被稱為嫉妒的感情。在近距離交戰中，其實她的杖術也相當厲害。
王國解放戰後，嫁給阿貝爾成為王后，育有一子「諾亞」。
沃倫·哈洛姆（聲：左座翔丸）
冒險者小隊「赤紅劍」盾牌使。26歲，哈洛姆男爵的嫡子，有「不倒」的別名，也被稱為王國最好的盾牌使。身高超過200公分的大漢，卻有一雙可愛的眼睛，面容溫柔，沉默寡言。喜歡琳。
王國解放戰後，成為王國北部重鎮卡萊爾伯爵，和琳結婚了。
琳·舒克（聲：松本沙羅）
冒險者小隊「赤紅劍」風屬性魔法師。19歲，舒克伯爵的次女，是被稱為王國最優秀魔法師的希萊里昂・巴拉哈的弟子。150公分左右的小個子，雙馬尾，很會說話。喜歡沃倫。
王國解放戰後，和沃倫結婚，成為卡萊爾伯爵夫人。
休·麥格拉斯（聲：三上哲）
盧恩城冒險者公會長。王國對韓德爾諸國聯盟「大戰」中的英雄，被稱為「英雄麥格拉斯」與「麥格拉斯大師」，因為手臂受傷而引退。39歲，身高195公分的壯漢。
王國解放戰後，昇為王都總部總會長。
妮娜（聲：伊藤美來）
盧恩的公會前檯小姐，負責接洽冒險者有關的事宜，包含註冊冒險者和發布委託，地下城異變前發布的禁止進入地下城的通知也是她發布的。
十號室
尼爾斯和艾特升上E級後，與亞蒙一起組成的冒險者小隊，命名由來是新人期間住的公會宿舍的十號室，那段時間涼跟三人住在一起。涼偶爾會跟他們組成臨時隊伍。
尼爾斯（聲：室元氣）
盧恩城新人冒險者，隊長劍士，愛上了櫃台小姐妮娜。20歲，褐色頭髮體格壯碩，頗為伙伴著想。
艾特（聲：宮瀨尚也）
盧恩城新人冒險者，神官，仰慕麗希婭。19歲，奢華，性格沉穩，沒有近戰能力。
亞蒙（聲：天崎滉平）
盧恩城新註冊冒險者，劍士。因為家人都過世了，所以才想成為冒險者，來盧恩城討生活。16歲，年紀最小，卻是最具常識的人。好像有劍的才能。
白之旅團
盧恩城B級冒險者隊伍，由40人組成隊伍，類似於一種「戰隊」或「互助會」，「大隊」規模，尚未到達「旅團」的規模。只有D級以上冒險者，而且菲爾普斯認為沒有人格問題的人才可以進入該組織。
「白之旅團的核心部隊」是菲爾普斯、雪娜、布萊爾、懷特、基甸與羅倫佐共6人。「四天王」是「白之旅團的核心部隊」除去菲爾普斯與雪娜。
菲爾普斯·A·海萊恩（聲：KENN）
團長，槍士，擁有魔槍。B級冒險者。身高190公分，幾乎和阿貝爾一樣，但身材更苗條。年齡24歲，金髮藍眼，還是個帥哥。菲爾普斯在女性中的人氣特別高。海萊恩侯爵家下任當家，父親是被稱為鬼的前任王國騎士團團長亞歷克斯·海萊恩，掌管南部最大城亞克雷。
雪娜（聲：高橋雛子）
副團長，魔法師，操縱炎和土這兩種屬性。B級冒險者。23歲，沉默寡言。能熟練使用所有的武器。也是針使。頭腦也非常優秀。因為菲爾普斯救了她的命，所以她把自己的忠誠都獻給了菲爾普斯。
布萊爾
雙劍士。B級冒險者。
懷特
土屬性的魔法師。B級冒險者。
基甸
神官。B級冒險者。
羅倫佐
斥侯。B級冒險者。
希萊里昂·巴拉哈
奈特莉王國第一宮廷魔法師，王國最強魔法師之一，琳的老師。七十多歲，風屬性的魔法師。「王國魔法研究所」所長，每天致力於魔法的研究，魔法癡一個，喜歡涼的魔法。
亞瑟·貝拉席斯（聲：金尾哲夫）
宮廷魔法團顧問，火屬性的魔法師，王國首屈一指的魔法師之一，年輕時曾經以冒險者的身分大顯身手。七十多歲，長長的白鬍鬚、身披魔法師灰袍、手持巨大魔杖。因為在盧恩的地下城中得到了幫助，所以對涼感到感恩。希萊里昂·巴拉哈之友。
克里斯多福·布萊德
魔法大學主席教授，清濁並重的人物，堪稱最接近下任魔法大學校長。
娜塔莉·施瓦茲科夫（聲：望見）
水屬性的魔法使，宮廷魔法團所屬，十多歲。其家族是水屬性魔法的大家族。通過盧恩的地下城的事，認識了阿貝爾和涼；盧恩地下城發生異變時，在外面的娜塔莉聽從先前阿貝爾的告誡，馬上找到涼並告知相關狀況，讓涼可以第一時間前往救援。
肯尼斯·海沃德
王立鍊金工房主任研究員，男爵。被稱為天才鍊金術師，憑借鍊金術的能力和業績，被提拔為貴族的男人。他就是涼購買的盧恩城房產「莊園」原主人，七年前將父母接到王都生活。涼經常跟他討教鍊金術的問題，並擅自認定他是鍊金術的師傅。

### 德布希帝國
魯伯特六世
德布希帝國皇帝，火屬性的魔法師，五十多歲。整頓帝國內大部分有勢力的貴族，確立皇帝的絕對權力。有三個皇子和十一個皇女，十一個皇女都很美麗，其中尤以菲歐娜的美麗最為突出。
奈特莉王國解放戰時，轉移到最終戰場後，評估現場狀況，決定退兵回國。戰後不久，退位，讓位給皇太子。
菲歐娜·盧賓·博內米薩
皇帝魔法師團長，皇帝魯伯特六世第十四子，第十一皇女，母親是第一皇妃。18歲，紅髮，深邃而蒼白的眼睛，還有雪白的皮膚。17歲時被任命為宮廷魔法師團長，很少在舞會等場合出現在眾人面前，一直都在努力修煉魔法和劍。操縱的屬性是火和光的二屬性，攻擊之火和恢復之光，無論是哪一種，現在都可以高度操控。
奈特莉王國解放戰時，在最終戰場上，跟阿貝爾打的平分秋色。戰後，因應改朝換代而成為「盧賓女公爵」，跟奧斯卡結婚；皇帝魔法師團解散，將自己培養的團員都收為領軍。
奧斯卡·魯斯卡
皇帝魔法師團副長，人稱爆炎魔法師，帝國伯爵，菲歐娜的師父。約24歲，原冒險者。
奈特莉王國解放戰時，在最終戰場上，跟涼打的難分難解，互有傷害。戰後，入贅到「盧賓女公爵」家，跟菲歐娜結婚。

### 其他角色
米迦勒（暫名）（聲：子安武人）
接待涼的天使之類的高等生命體，不是神。帶有一股沉著氣質，金色長髮的歐系美男子。
杜拉漢
住在隆德次大陸的水之妖精王，外觀是無頭騎士。活了好幾十萬年，漂流到次大陸來也過了好幾千年。涼在隆德森林的家時，基本上會去找祂修煉劍法，不過沒跟祂學過魔法。送給涼好幾個裝備，有妖精王之劍、妖精王的長袍、妖精王的披風、妖精王靴子等等。
盧溫（聲：大塚芳忠）
住在隆德次大陸東邊山上的紅龍龍王，五龍王之一。活了好幾十萬年，全長五十幾公尺。基本上都待在同一地方。涼在隆德森林的家時，有時候會跑來串門子。
蕾歐諾兒·烏菈卡·阿爾武爾克爾克（聲：小市真琴）
女惡魔，有一條長長的尾巴，頭上還長了角，身高175公分左右。會使用劍和魔法，戰鬥狂，喜歡涼……作為廝殺的對象。因為剛睡醒，所以身體還很弱，但隨著時間的流逝，會變得更強。
哈桑·沙巴
暗殺教團的首領，本名未知。涼遇到的第一個轉生者，自認是地球上的暗殺組織阿薩辛派的首領「哈桑·沙巴」的轉生；因為轉生時的時間軸偏移，而比涼更早來到法伊。是鍊金術和土屬性魔法的專家，臨死前，把自己的鍊金術筆記托付給了涼。
春
通稱「真祖」，日本轉生者，活了一萬多年，超級俊男。暮光之地的始作俑者，因為在這塊地找到製作拉麵的必要素材，所以才移居到此，不過手下的吸血鬼們開始玩起國家遊戲，建立了國家，春沒有擔任任何表面上的職務。可以使用六種屬性的魔法，鍊金術天才，劍術高手。
瑪麗埃·克羅什
日本轉生者，種族是「幻人」，轉生已經過了約4000年。在地球時是醫生，專業是心臟外科，有跟著爺爺在道場修行居合。她的居合斬非常厲害，不過不敵「春」和「涼」。

## 出版書籍

### 輕小說
| 卷數 | 副標題             | TO BOOKS       | TO BOOKS               | 青文出版      | 青文出版              |
| 卷數 | 副標題             | 發售日期       | ISBN                   | 發售日期      | ISBN                  |
| ---- | ------------------ | -------------- | ---------------------- | ------------- | --------------------- |
| 1    | 第一部 中央諸國篇1 | 2021年3月10日  | ISBN 978-4-86699-168-9 | 2022年9月28日 | ISBN 978-626-340027-6 |
| 2    | 第一部 中央諸國篇2 | 2021年6月19日  | ISBN 978-4-86699-225-9 | 2023年9月4日  | ISBN 978-626-363307-1 |
| 3    | 第一部 中央諸國篇3 | 2021年11月20日 | ISBN 978-4-86699-371-3 | 2024年8月14日 | ISBN 978-626-383884-0 |
| 4    | 第一部 中央諸國篇4 | 2022年3月10日  | ISBN 978-4-86699-469-7 | 2025年3月19日 | ISBN 978-626-422290-7 |
| 5    | 第一部 中央諸國篇5 | 2022年8月20日  | ISBN 978-4-86699-641-7 |               |                       |
| 6    | 第一部 中央諸國篇6 | 2023年2月20日  | ISBN 978-4-86699-773-5 |               |                       |
| 7    | 第一部 中央諸國篇7 | 2023年7月20日  | ISBN 978-4-86699-900-5 |               |                       |
| 8    | 第二部 西方諸國篇1 | 2023年10月20日 | ISBN 978-4-86699-979-1 |               |                       |
| 9    | 第二部 西方諸國篇2 | 2024年1月15日  | ISBN 978-4-86794-050-1 |               |                       |
| 10   | 第二部 西方諸國篇3 | 2024年4月20日  | ISBN 978-4-86794-164-5 |               |                       |
| 11   | 第二部 西方諸國篇4 | 2024年7月16日  | ISBN 978-4-86794-252-9 |               |                       |
| 12   | 第二部 西方諸國篇5 | 2025年1月15日  | ISBN 978-4-86794-426-4 |               |                       |
| 13   | 第三部 東方諸國篇1 | 2025年3月19日  | ISBN 978-4-86794-510-0 |               |                       |
| 14   | 第三部 東方諸國篇2 | 2025年6月20日  | ISBN 978-4-86794-600-8 |               |                       |
| 15   | 第三部 東方諸國篇3 | 2025年7月15日  | ISBN 978-4-86794-632-9 |               |                       |

### 漫畫
| 卷數 | TO BOOKS      | TO BOOKS               |
| 卷數 | 發售日期      | ISBN                   |
| ---- | ------------- | ---------------------- |
| 1    | 2022年3月15日 | ISBN 978-4-86699-475-8 |
| 2    | 2022年6月19日 | ISBN 978-4-86699-708-7 |
| 3    | 2023年7月15日 | ISBN 978-4-86699-904-3 |
| 4    | 2024年1月15日 | ISBN 978-4-86794-057-0 |
| 5    | 2024年7月16日 | ISBN 978-4-86794-239-0 |
| 6    | 2025年1月15日 | ISBN 978-4-86794-405-9 |
| 7    | 2025年7月15日 | ISBN 978-4-86794-621-3 |

## 電視動畫
改編電視動畫于2025年7月播出。

### 製作人員
- 原作：久寶忠
- 導演：佐竹秀幸
- 劇本統籌：熊谷純
- 人物設定：小堤悠香
- 音響監督：高桑一
- 音樂：小瀨村晶、青木沙也果
- 動畫製作：颱風Graphics、Wonderland[3]

### 主題曲
片頭曲
演唱：名譽傳說，作词、作曲：
片尾曲
演唱、作词、作曲：，编曲：本间昭光

### 各话列表
| 话数 | 标题         | 剧本   | 分镜                         | 演出       | 作画监督 | 总作画监督           | 首播日期      |
| ---- | ------------ | ------ | ---------------------------- | ---------- | --- | -------------------- | ------------- |
| #1   | 危险的慢生活 | 熊谷純 | 佐竹秀幸                     | 铃木拓磨   | 铃木健史、李周铉、松本璃久、伊藤启介、桧垣彰子、樱井拓郎、下出麻以、STUDIO MASSKET、芜湖群想动漫科技有限公司、金波、方森、孙悦、芦雯琳、张玉婷                                | 铃木健史             | 2025年 7月4日 |
| #2   | 漂流者阿贝尔 | 熊谷純 | 佐竹秀吉、铃木拓磨、小林寿德 | 门田英彦   | 樱井拓郎、手岛勇人、久保充照、柴田晃宏、EN.studio、所泽映画、王瑞浩、梦润、毛缟斑、王渝、太上、部原议、金泽龙、佐藤大辅、芜湖群想动漫科技有限公司、金波、陈家兴、李绍用、曾山 | 下出麻以             | 7月11日       |
| #3   | 盧恩         | 熊谷純 | 大久保唯男、佐竹秀幸         | 大久保唯男 | 金田榮二、松下純子、飯飼一幸、柳孝相、安孝貞、松本璃久、星月動画、Rad Plus、七靈石                                                                                            | 熊谷香代子、菊地華子 | 7月18日       |
| #4   | 日蝕與惡魔   | 熊谷純 | 鈴木拓磨                     | 鈴木拓磨   | 河原久美子、臼田美夫、櫻井拓郎、前田義宏、鳥海真祐、松本璃久、細美稚冬、ANIG、En.studio、深圳市群想動漫文化發展有限公司、Triple A、火鳥動画制作集團                           | 鈴木健史             | 7月25日       |
| #5   | 大海嘯       | 熊谷純 | 西本由紀夫、佐竹秀幸         | 橋本光夫   | 上海炫舟 | 細美稚冬             | 8月1日        |
| #6   | 封鎖地下城   | 熊谷純 | 居村雄馬                     | 居村雄馬   | 菊地華子、金田榮二、竹之内裕紀、飯飼一幸、申羅羅、星月動画、七靈石 | 熊谷香代子、菊地華子 | 8月15日       |
| #7   |              | 熊谷純 |                              |            | |                      |               |

### BD
| 卷数 | 发售日期         | 收录话数 | 规格编号     |
| ---- | ---------------- | -------- | ------------ |
| BOX  | 2025年9月3日预定 |          | UZCL-2316/17 |

## 外部連結
- 成為小說家吧小說網路版網站（日語）
- 小說書籍版與漫畫版特設網站（日語）
- 小說書籍版作品資訊（日語）
- 漫畫連載網站（日語）
- 電視動畫官方的X（前Twitter）（日語）
- 電視動畫官方網站（日語）